# World of Warcraft: Shadowlands
World of Warcraft: Shadowlands (с англ. — «Мир военного ремесла: Тёмные Земли») — восьмое дополнение к компьютерной игре World of Warcraft, анонсированное 1 ноября 2019 года на BlizzCon и вышедшее 24 ноября 2020 года.
Действия Shadowlands происходят в Тёмных Землях — загробном мире, куда попадают души мертвецов. В дополнении введена новая система развития персонажей, максимальный уровень сокращён со 120-го до 60-го, представителям всех рас стал доступен класс рыцарей смерти, а на старте дополнения в игровой мир добавлены 5 новых зон, находящиеся в Тёмных Землях.

## Сюжет
В предыдущем дополнении Battle for Azeroth вождь Орды Сильвана Ветрокрылая развязала войну между Ордой и Альянсом, в которой погибли многие воины с обеих сторон; в конце дополнения Орде и Альянсу удалось договориться о мире, а Сильвана бежала. Согласно анонсирующему трейлеру Shadowlands, Сильвана бросила вызов Королю-личу Болвару Фордрагону и отняла у него Шлем Господства, разломав который открыла в небесах над материком Нордскол портал в Тёмные Земли.
Тёмные Земли должны были служить отлаженным механизмом, где души умерших судят по их земным делам, но в последнее время все души попадают в Утробу — место мучений для наихудших грешников. Игровой персонаж, попав в Тёмные Земли во плоти, также оказывается в этом месте, но ему удаётся бежать. С этого момента к нему приковано внимание Тюремщика — могущественного существа, правящего Утробой.

## Игровой процесс

### Персонажи и уровни
Разработчики продолжили расширять процесс создания нового персонажа и выбора различных вариантов его внешнего оформления. Для игровых персонажей предложен выбор, в частности, индивидуальной татуировки и цвета кожи, а для персонажей людей стал доступен выбор одной из рас: европеоидной, негроидной или монголоидной. Разработчики продолжают работать над уникальным стилем боя для каждой специализации.
Для Shadowlands предусмотрено «сплющивание уровней» — переход на новую шкалу уровней развития персонажа как для вновь созданных, так и для уже существующих игровых персонажей. С момента выхода World of Warcraft в 2004 году каждое очередное дополнение поднимало максимальный уровень персонажа в игре на 5 или 10 единиц. По состоянию на 2019 год максимальным уровнем для персонажей был 120-й, при этом прирост в характеристиках был небольшим и практически незаметным. В Shadowlands каждый из новых 60-ти уровней даёт новую способность, талант или какое-то другое значимое улучшение.
Со «сплющиванием» персонажи 120 уровня были понижены до 50 уровня и смогут достичь в новых зонах Shadowlands максимального 60 уровня; эти зоны доступны только для персонажей 48 уровня и выше. При этом немного видоизменилась система прокачивания до 50 уровня: первые 10 уровней персонажи получают в стартовых локациях, после чего до 50 уровня осваивают контент Battle for Azeroth или — поговорив с особым персонажем Хроми — любого из предыдущих дополнений по своему выбору.
Героические классы рыцарей смерти и охотников на демонов теперь начинают игру с 8 уровня, а союзные расы с 10 уровня. Игроки теперь могут создавать более одного охотника на демонов на одном сервере.

### Подземелья и рейды
В Shadowlands введены новые подземелья и рейды. В их числе заявлен Торга́ст, Башня Проклятых — это бесконечное меняющееся подземелье, которое можно проходить сколько угодно раз в одиночку или в составе группы; каждое прохождение должно отличаться от предыдущего. По сюжету игрокам необходимо сражаться с прислужниками Тюремщика — ужасного владыки Торгаста; победа позволяет получить легендарные сокровища и освободить души героев, которых несправедливо заключили в Торгаст. Игроки должны собирать а́ниму — жизненную силу душ. Собранную аниму можно преобразовать в особые умения и способности, делающие восхождение на следующие этажи Торгаста более простым. Подобно мирам в играх жанра roguelike, каждый новый этаж башни генерируется процедурно, и невозможно добраться до конца башни — она бесконечна; тем не менее, на более высоких этажах игроки сталкиваются со всё более сложными противниками. По словам технического директора игры Фрэнка Ковальковски и старшего геймдизайнера Пола Кубита, на разработку Торгаста повлияло относительно небольшое, но популярное среди игроков задание «Строевая подготовка иссохших» в дополнении Legion. Поскольку карты «Строевой подготовки» и расположение врагов были всегда одинаковыми, задание со временем приедалось — эту проблему должна решить процедурная генерация в Торгасте.

### Ковенанты
Тёмными Землями правят 4 ковенанта, которые питаются силой прибывающих душ — анимой. В результате действий на Азероте все души начинают сразу попадать в Утробу, в результате чего ковенанты начинают терять силу. Игроки должны сделать выбор в пользу одного из четырёх ковенантов, что определит сюжетную линию конкретного персонажа и позволит восстановить былое величие выбранного ковенанта.
Поскольку ковенанты наполнены давно умершими персонажами, то в них пребывают некоторые из них: в ковенанте Бастион — Утер Светоносный, в ковенанте Малдраксус — Дрека, в ковенанте Арденвельд — Изера, в ковенанте Ревендрет — Кель’тас Солнечный Скиталец.

### Легендарные предметы
В Shadowlands добавлены легендарные предметы, схожие с теми, что были в Legion. Они не являются случайной добычей — их можно создавать, участвуя в одиночном или групповом контенте, связанном с Торгастом.
В Тёмных Землях находится Кузня Господства, на которой в своё время была выкована Ледяная Скорбь — меч падшего принца Артаса. На этой Кузне можно создать предмет Господства, который впоследствии можно будет дополнительно усилить, заполнив соответствующее гнездо.

## Обновления

### 9.0.5
Данное обновление, выход которого состоялся 10 марта 2021 года, внёс изменения и улучшения игровых механик и систем наград, скорректировал способности ковенантов и легендарных предметов и исправил неполадки. В эпохальных подземельях с ключом теперь можно зарабатывать очки доблести, которые нужны для улучшения нового снаряжения из эпохальных подземелий. На персонажах-нежити плащи теперь истлевшие и ветхие, а в игру добавлен древень-скиталец, победивший в голосовании, проводившемся среди игроков. Перед прохождением какого-либо крыла Торгаста можно ознакомиться с кратким его описанием, а при выборе сложности указывается рекомендуемый уровень предметов, изменены некоторые таланты, получаемые по мере прохождения этажей башни.

### 9.1 «Цепи Господства»
Обновление, которое вышло в русскоязычном регионе 30 июня 2021 года, продолжило сюжет Shadowlands, открыв давно исчезнувшее царство — Кортию, Город Тайн — древний предел, затерянный в Промежутке, служащий домом для странных существ и хранящий множество тайн. В Торгасте появились новые этажи, враги, ловушки, таланты и способности. Помимо этого в игру введены новые облики ковенантов для трансмогрификации, летающие средства передвижения, которые игрок сможет получить после того, как разблокирует возможность перемещаться по Тёмным Землям в воздухе, а также начался второй сезон PvP и эпохальных ключей.
7 июля открылось мегаподземелье брокеров «Тайный рынок Тазавеш», состоящее из восьми боссов и доступное только в эпохальном режиме, а также стал доступен рейд «Святилище Господства» с 10-ю боссами, среди которых Таррагр, Око Тюремщика, Кел’Тузад и королева-банши Сильвана Ветрокрылая.

### 9.1.5
3 ноября 2021 года, с выходом обновления изменены критерии получения достижения «Прогон по Мехагону»; стали доступны новые возможности персонализации союзных рас, связанных с дополнением Legion, а для получения союзных рас дополнения Battle for Azeroth теперь необязательно проходить подземелье в цепочке заданий; в Штормграде и Оргриммаре теперь происходят изменения погоды; по достижении 80-го уровня известности ковенанта, его можно сменить на другой без ограничений и потери известности, а способности ковенантов претерпели изменения; в режиме путешествия во времени стали доступны подземелья и рейды дополнения Legion и Башня магов, изменён список подземелий предыдущих дополнений, которые можно пройти в режиме путешествия во времени, а подземелья дополнения Legion можно проходить и в режиме «Эпохальный+»; в островную экспедицию теперь можно отправиться как в одиночку, так и в составе группы, а для сражения на фронте в обычном режиме теперь достаточно 5 игроков; предметы PvP-экипировки низкого уровня теперь будут усиливаться до ещё более высокого уровня при вступлении в PvP-бои; и многие другие изменения, введённые в игру.

### 9.2 «Конец Вечности»
События дополнения в этом контентном обновлении, которое выйдет в русскоязычном сегменте 23 февраля 2022 года, перенесутся в Зерет Мортис — лабораторию для сотворения загробных миров, которую игрокам предстоит защитить от Тюремщика, жаждущего переделать всю Вселенную по своему желанию. Свою помощь в этом будут оказывать Просветлённые, прибывшие сюда для познания тайн. Помимо этого в игру будут вновь введены классовые комплекты брони, которые можно получить в рейдах, PvP-боях и подземельях в режиме «Эпохальный+». В последнем режиме можно будет пройти подземелье «Тайный рынок Тазавеш». Начнётся 3-й сезон PvP.
Венцом дополнения станет рейд «Гробница Предвечных», что будет доступен со 2 марта, где игрокам предстоит одолеть 11 боссов, сразиться с армией Тюремщика и обрести силу Предвечных, а также остановить Андуина и помочь ему сбросить оковы магии Господства.

## Саундтрек
К трём крупным контентным обновлениям были записаны три студийных альбома. К написанию были привлечены композиторы: Гленн Стэффорд, Дэвид Аркенстоун, Грант Киркхоуп, Джейк Лефковиц, Джейсон Хейс, Рассел Брауэр, а также Нил Акри, написавший композицию «The King & The Queen», ставшую основной темой вступительного синематика дополнения. Музыкальным руководителем выступил Дерек Дьюк. Альбомы опубликованы в популярных стриминговых сервисах Spotify, Apple Music и Deezer.

#### Shadowlands
| №                   | Название                        | Исполнитель(и)                                                             | Длительность |
| ------------------- | ------------------------------- | -------------------------------------------------------------------------- | ------------ |
| 1.                  | «Through the Roof of the World» | Нил Акри, Гленн Стэффорд, Дэвид Аркенстоун, Грант Киркхоуп, Джейк Лефковиц | 11:25        |
| 2.                  | «The King & The Queen»          | Нил Акри                                                                   | 5:19         |
| 3.                  | «Drought»                       | Нил Акри, Гленн Стэффорд, Дэвид Аркенстоун, Грант Киркхоуп                 | 10:37        |
| 4.                  | «The Undying City»              | Дэвид Аркенстоун                                                           | 7:16         |
| 5.                  | «A Den of Opportunities»        | Дэвид Аркенстоун                                                           | 5:05         |
| 6.                  | «To Be Kyrian»                  | Гленн Стэффорд                                                             | 5:43         |
| 7.                  | «The Forsworn»                  | Гленн Стэффорд                                                             | 5:36         |
| 8.                  | «"The Weald Is Watching"»       | Гленн Стэффорд                                                             | 6:13         |
| 9.                  | «"Night Embrace You"»           | Дэвид Аркенстоун                                                           | 5:39         |
| 10.                 | «Seat of the Primus»            | Грант Киркхоуп, Гленн Стэффорд                                             | 5:21         |
| 11.                 | «Death is a Battlefield»        | Гленн Стэффорд                                                             | 5:47         |
| 12.                 | «Pride and Penance»             | Джейк Лефковиц                                                             | 5:53         |
| 13.                 | «Shadows of Nathria»            | Грант Киркхоуп                                                             | 6:05         |
| 14.                 | «Essence of Anguish»            | Грант Киркхоуп, Нил Акри, Дэвид Аркенстоун                                 | 4:30         |
| 15.                 | «The Way Is Our Purpose»        | Нил Акри, Дэвид Аркенстоун                                                 | 2:58         |
| 16.                 | «Bolvar - A Will Unbroken»      | Нил Акри, Гленн Стэффорд                                                   | 3:39         |
| Общая длительность: | Общая длительность:             | Общая длительность:                                                        | 1:37:06      |

#### Цепи Господства
| №                   | Название                    | Исполнитель(и)             | Длительность |
| ------------------- | --------------------------- | -------------------------- | ------------ |
| 1.                  | «Sanctum of Domination»     | Дэвид Аркенстоун           | 1:41         |
| 2.                  | «Domination In Chains»      | Нил Акри                   | 2:07         |
| 3.                  | «Broker Market»             | Джейк Лефковиц             | 1:55         |
| 4.                  | «Broker Hospitality»        | Джейк Лефковиц             | 1:46         |
| 5.                  | «Korthia - City of Secrets» | Гленн Стэффорд             | 1:59         |
| 6.                  | «Korthia - Lost Archives»   | Гленн Стэффорд             | 2:39         |
| 7.                  | «Broker Cartel»             | Джейк Лефковиц             | 2:11         |
| 8.                  | «Broker Curiosities»        | Джейк Лефковиц             | 1:54         |
| 9.                  | «Uther Devotion»            | Гленн Стэффорд             | 1:47         |
| 10.                 | «Uther Reflection»          | Гленн Стэффорд             | 2:04         |
| 11.                 | «Broker Engage»             | Джейк Лефковиц             | 2:30         |
| 12.                 | «Broker Patrol»             | Джейк Лефковиц             | 1:51         |
| 13.                 | «Draka Bound By Blood»      | Гленн Стэффорд             | 2:27         |
| 14.                 | «Go'el Bound By Blood»      | Гленн Стэффорд             | 2:25         |
| 15.                 | «Revendreth Sired»          | Джейк Лефковиц             | 2:07         |
| 16.                 | «Night Warrior Tides»       | Гленн Стэффорд             | 1:55         |
| 17.                 | «Zovaal»                    | Нил Акри, Дэвид Аркенстоун | 1:20         |
| Общая длительность: | Общая длительность:         | Общая длительность:        | 34:45        |

#### Конец Вечности
| №                   | Название                    | Исполнитель(и)                        | Длительность |
| ------------------- | --------------------------- | ------------------------------------- | ------------ |
| 1.                  | «Zereth Mortis Intro»       | Гленн Стэффорд                        | 4:09         |
| 2.                  | «Zereth Mortis Barren»      | Гленн Стэффорд                        | 3:17         |
| 3.                  | «Zereth Mortis Tranquility» | Гленн Стэффорд                        | 2:41         |
| 4.                  | «Forge of Afterlives»       | Гленн Стэффорд                        | 2:45         |
| 5.                  | «Zereth Mortis Mystery»     | Гленн Стэффорд                        | 1:40         |
| 6.                  | «Inside The Crypts»         | Гленн Стэффорд                        | 2:00         |
| 7.                  | «Cosmic Crypts»             | Джейк Лефковиц                        | 2:34         |
| 8.                  | «Untamed Verdure»           | Джейк Лефковиц                        | 2:41         |
| 9.                  | «Winds of Verdure»          | Джейк Лефковиц                        | 2:13         |
| 10.                 | «Found In Faith»            | Джейк Лефковиц                        | 2:23         |
| 11.                 | «Creation Catalyst»         | Джейк Лефковиц                        | 2:40         |
| 12.                 | «Lexical Glades»            | Джейк Лефковиц                        | 2:02         |
| 13.                 | «Jailer's Chain»            | Джейк Лефковиц                        | 2:48         |
| 14.                 | «Grand Design»              | Джейк Лефковиц                        | 3:27         |
| 15.                 | «Ephemeral Plains»          | Джейк Лефковиц                        | 2:49         |
| 16.                 | «Celestial Battle»          | Джейк Лефковиц                        | 2:51         |
| 17.                 | «Shattered Legacies»        | Нил Акри, Джейсон Хейс, Сэм Кардон    | 4:35         |
| 18.                 | «Anduin Raid Finale»        | Нил Акри, Джейсон Хейс, Рассел Брауэр | 2:45         |
| 19.                 | «Compassion»                | Дэвид Аркенстоун                      | 2:19         |
| Общая длительность: | Общая длительность:         | Общая длительность:                   | 52:50        |

## Разработка
Дополнение Shadowlands было анонсировано 1 ноября 2019 года на BlizzCon. Крайним сроком выхода дополнения назначено 31 декабря 2020 года. Позже стала известна точная дата выхода — 27 октября. С оформлением предзаказа игрокам предоставлялся доступ к классу рыцарей смерти для союзных рас и пандаренов до выхода самого дополнения. 9 апреля началось альфа-тестирование дополнения. В начале октября выпуск игры был перенесён, в конце месяца стала известна новая дата выхода дополнения — 24 ноября.